# Techniques Avancées
Techniques Avancées est un catamaran expérimental conçu et réalisé par les élèves de l'ENSTA Paris. Il est lancé en 1989 a détenu de 1997 à 2007 le record mondial de vitesse à la voile en catégorie grande voilure (classe D).

## Architecture
Techniques Avancées est un catamaran inspiré du trimaran à foils Paul Ricard de Tabarly. C'est un catamaran asymétrique : en effet, la coque au vent (tribord) est plus courte que la coque sous le vent, 8,5 m contre 10,5. Il dispose de deux gréements tout comme l'un de ses prédécesseurs : Crossbow II. Il est conçu pour utiliser des techniques de pointe : voiles rigides, hydrofoils, coque en fibre de carbone.

## Histoire
Le projet lancé en 1986 par des élèves de l'ENSTA passionnés de voile. L’objectif est de montrer le potentiel des foils et des voiles rigides et d’établir un record de vitesse à la voile en utilisant ces techniques. La conception commence en partenariat avec la Direction générale de l'Armement (DGA) et la Direction des constructions navales (DCN).
Techniques Avancées est baptisé le 28 juin 1989 par le journaliste Jean Mamère, en présence du Directeur des constructions navales et de son futur skipper Laurent Bourgnon. Il est initialement basé à Brest, à la DCAN. En août, il dépassait les 30 nœuds en rade de Brest.
Les essais se montrent prometteurs et le record près d’être atteint en 1991, lors de la Semaine internationale de vitesse des Saintes-Maries-de-la-Mer. Mais la mise au point est délicate et la maîtrise de la stabilité durant la phase de vol problématique, nécessitant de développer un simulateur.
En 1995 ces difficultés sont résolues et, skippé par Gérard Navarin, il avoisine les 35 nœuds à Hyères. Suivent deux années d’évolutions pour optimiser les foils, et les essais se poursuivent en rade de Toulon.
Les tentatives de record reprennent en 1997 et le 24 juin, Gérard Navarin et son équipier Christian Colombo établissent un nouveau record de vitesse à 42,12 nœuds (78 km/h) sur 500 m en catégorie D (surface de voile supérieure à 27,88 m2). Ce record était détenu depuis 1993 par Yellow Pages avec 41,66 nœuds ; celui-ci conservait néanmoins son record toutes catégories, repris depuis par L'Hydroptère.
La carrière du catamaran Techniques Avancées est interrompue en octobre 1999, à la suite de la rupture d’un foil. À la recherche de partenaires financiers, il est sponsorisé en 2003 par la région Nord-Pas-de-Calais et son nouveau port d'attache est Calais. Très endommagé en décembre 2003 et difficilement réparable, il est détruit en 2009.
Il est longtemps resté le quatrième bateau le plus rapide ayant navigué.